# Bóris II da Bulgária
Boris II (em búlgaro:  Борис II) imperador da Bulgária entre 969 e 977 (preso pelos bizantinos a partir de 971).

## Reinado
Bóris era o filho mais velho ainda vivo do imperador Pedro I da Bulgária com Irene Lecapena, uma neta do imperador bizantino Romano I Lecapeno. Ele já havia nascido em 931, pois estava junto da mãe numa visita a Constantinopla.
Nada mais se sabe sobre sua vida até 968, quando ele viajou novamente a Constantinopla para negociar um tratado de paz com o imperador Nicéforo II Focas e, aparentemente, acabou servindo como um "refém honorário". O tratado tinha por objetivo encerrar o conflito entre a Bulgária e Bizâncio, que agora se juntaria aos búlgaros para lutar contra o príncipe de Quieve Esvetoslau I, que havia invadido a Bulgária depois de ser incitado a fazê-lo pelos bizantinos. Em 969, uma nova invasão quievana derrotou os búlgaros e Pedro I enfartou, abdicou e foi confinado num mosteiro. Em circunstâncias obscuras, Bóris II recebeu permissão para voltar para a Bulgária para assumir o trono. A Crônica de João Escilitzes, escrita muito depois, confunde este evento com outro, posterior, no qual Bóris e o irmão escaparam de Constantinopla durante a a chamada "revolta" dos Cometópulos na região da Macedônia.

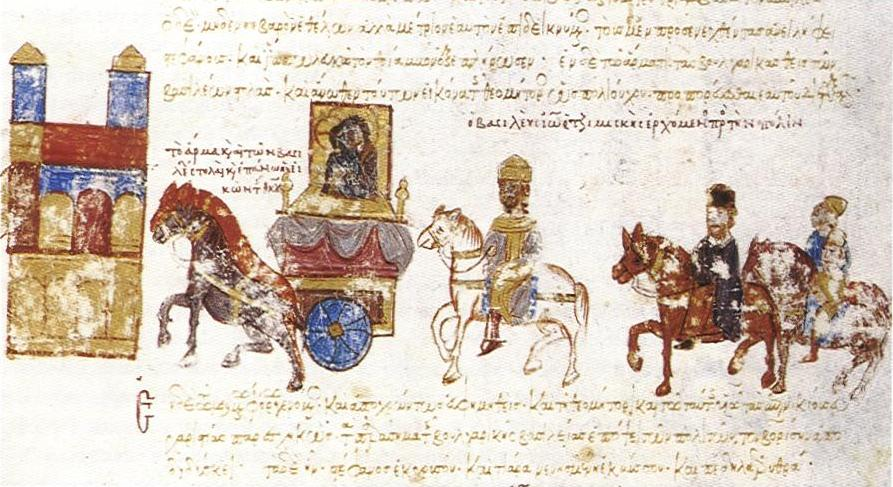
Imperador bizantino João I Tzimisces retorna em triunfo para Constantinopla com Bóris II preso e o venerado ícone de Preslava.
Iluminura no Escilitzes de Madrid.

Bóris II não conseguiu impedir o avanço quievano e se viu forçado a aceitar Esvetoslau I como aliado e praticamente seu mestre, que imediatamente o obrigou a atacar os bizantinos. Uma campanha quievana na Trácia bizantina foi derrotada em Arcadiópolis em 970 e o novo imperador, João I Tzimisces, avançou para o norte. Sem conseguir defender os passos de montanha na cordilheira dos Balcãs, Esvetoslau permitiu que os bizantinos penetrassem na Mésia e cercassem a capital imperial Preslava. Mesmo com a defesa conjunta de búlgaros e quievanos, os bizantinos conseguiram atear fogo nos telhados e demais estruturas de madeira da cidade com suas flechas incendiárias, tomando-a. Bóris II foi preso e João continuou a perseguir o exército de Esvetoslau, cercando o príncipe em Drastar (Silistra), supostamente em nome de Bóris, que foi tratado com muito respeito, como seu aliado e "protetor".  Depois que Esvetoslau aceitou negociar e voltou para Quieve, o imperador bizantino retornou para Constantinopla em triunfo. Ao contrário de liberar a Bulgária, como havia prometido, João levou consigo Bóris, a família real e todo o tesouro búlgaro. Numa cerimônia pública na capital em 971, Bóris II foi ritualisticamente despido de suas insígnias imperiais e recebeu o título de magistro em troca. As terras búlgaras na Trácia e na Mésia Inferior foram anexadas ao Império Bizantino.
Apesar de a cerimônia de 971 tenha tido objetivo de encerrar simbolicamente o Império Búlgaro, os bizantinos não conseguiram consolidar seu controle sobre as províncias ocidentais da Bulgária, que permaneceram sob controle de nobres locais, especialmente uma família de quatro irmãos chamados de Cometópulos ("filhos do conde"): David, Moisés, Aarão e Samuel. O imperador bizantino os chamava de "rebeldes" enquanto se colocava como um regente do cativo Bóris II. Quando os búlgaros começaram a atacar os territórios vizinhos sob controle bizantino, o imperador fez uso de um estratagema para comprometer a liderança da "revolta". Ele permitiu que Bóris e seu irmão, Romano, fugissem da capital na esperança de que a chegada dos dois a Bulgária provocaria uma divisão entre os Cometópulos e os demais líderes búlgaros. Quando Bóris II e Romano deixaram a região governada pelos bizantinos em 977, Bóris desmontou de seu cavalo e seguiu à frente do irmão. Confundido com um nobre bizantino por causa de suas roupas, Bóris foi flechado no peito por um guarda de fronteira surdo-mudo. Romano conseguiu se identificar e foi aceito como imperador.

## Família
De seu casamento com uma mulher de nome desconhecido, Bóris teve diversos filhos e os seguintes provavelmente estavam entre eles:
- Uma filha de nome desconhecido, cuja mão foi prometida ao imperador bizantino Basílio II Bulgaróctono em 968.
- Uma filha de nome desconhecido, cuja mão foi prometida ao imperador bizantino Constantino VIII em 968.

Nenhum dos dois casamentos se realizou.